# Согласие (Выгоничский район)
Согласие — посёлок в Выгоничском районе Брянской области, в составе Хмелевского сельского поселения.
Расположен в 2 км к западу от деревни Хмелево. Население — 16 человек (2010 год).
Возник около 1930 года как сельскохозяйственная артель; до 2005 года входил в Хмелевский сельсовет.
| Годы      | 1979 | 1989 | 2002 | 2010 |
| --------- | ---- | ---- | ---- | ---- |
| Население | 68   | 41   | 17   | 16   |